# پاول چرنکوف
پاول الکسویچ چرنکوف (روسی: Павел Алексеевич Черенков; زاده ۱۵ ژوئیهٔ ۱۹۰۴ – درگذشته ۶ ژانویه ۱۹۹۰) فیزیک‌دان اهل اتحاد جماهیر شوروی سوسیالیستی بود که در سال ۱۹۵۸ همراه با ایگور یوگنیویچ تام و لیا فرانک برنده جایزه نوبل فیزیک به خاطر کشف تابش چرنکوف شد.
وی در ۶ ژانویه ۱۹۹۰ در مسکو درگذشت و در گورستان نووودویچی خاک شد.